# Samira Saleh al-Naimi
Samira Saleh al-Naimi (1963 – Mosul, 22 settembre 2014) è stata un'avvocata e attivista irachena.

## Biografia
Samira Saleh al-Naimi era una nota avvocata e difensore dei diritti umani, conosciuta e molto stimata per le sue attività che comprendevano la difesa dei detenuti e il sostentamento delle famiglie disagiate della città di Mosul.
Samira Saleh al-Naimi è stata condannata a morte da un tribunale religioso-militare affiliato all'ISIS per aver pubblicato sul social network Facebook messaggi che criticavano la distruzione di luoghi di preghiera a Mosul da parte dei terroristi jihādisti dell'autoproclamatosi Califfato di religione jihādista sunnita. Sul suo profilo al-Naimi aveva definito barbarica la distruzione delle moschee e dei santuari di preghiera di altre confessioni religiose.
Arrestata il 17 settembre 2014, dopo cinque giorni di torture e un processo sommario attraverso il quale fu accusata di apostasia, è stata uccisa pubblicamente per fucilazione da un plotone di esecuzione in una piazza di Mosul e il suo corpo abbandonato sul ciglio della strada.
Era sposata e ha lasciato tre figli.